# Primetime-Emmy-Verleihung 1962
Die 14. Emmy-Verleihung fand am 22. Mai 1962 im Sheraton-Park Hotel in Los Angeles, Kalifornien, USA statt. Die Zeremonie wurde von Bob Newhart moderiert.

## Nominierungen und Gewinner

### Programmpreise
| Kategorie | Preisträger | Programm                                                      | Nominierungen |
| --- | ----------- | ------------------------------------------------------------- | --- |
| Program Of The Year (Programm des Jahres)                                                                              |             | Hallmark Hall of Fame (Episode: Virginia Regina), NBC         | ABC Close-Up! (Episode: Walk In My Shoes), ABC CBS Reports (Episode: Biography Of A Bookie Joint), CBS The Judy Garland Show, CBS Vincent Van Gogh: A Self-Portrait, NBC      |
| Outstanding Program Achievement In The Field Of Drama (Beste Dramaserie)                                               |             | Preston & Preston, CBS                                        | Alcoa Premiere (Episode 1.1: People Need People), ABC Ben Casey, ABC Heute Abend Dick Powell, NBC Gnadenlose Stadt, ABC Hallmark Hall of Fame (Episode: Virginia Regina), NBC |
| Outstanding Program Achievement In The Field Of Variety And Music - Variety (Beste Unterhaltungssendung)               |             | The Garry Moore Show, CBS                                     | Disneyland, NBC Here's Edie, ABC The Judy Garland Show, CBS The Perry Como Show, NBC                                                                                          |
| Outstanding Achievement In The Field Of Variety And Music - Music (Beste Musiksendung)                                 |             | Leonard Bernstein and the New York Philharmonic in Japan, CBS | The Bell Telephone Hour, NBC Directions (Episode: The Thief And The Hangman), ABC NBC Television Opera Theatre, NBC                                                           |
| Outstanding Program Achievement In The Field Of Humor (Beste Comedyserie)                                              |             | The Bob Newhart Show, NBC                                     | Andy Griffith Show, CBS Hazel, NBC The Red Skelton Show, CBS Wagen 54, bitte melden, NBC                                                                                      |
| Outstanding Daytime Program (Bestes Tagesprogramm)                                                                     |             | Purex Summer Specials, NBC                                    | Calendar, CBS House Party, CBS Today, NBC The Verdict Is Yours, CBS |
| Outstanding Program Achievement In The Field Of News (Beste Nachrichtensendung)                                        |             | Huntley-Brinkley Report, NBC                                  | CBS Television News, CBS Eichmann Trial (Capital Cities Broadcasting), Syndicated Eyewitness to History, CBS                                                                  |
| Outstanding Program Achievement In The Field Of Educational And Public Affairs Programming (Beste Informationssendung) |             | David Brinkley’s Journal, NBC                                 | ABC Close-Up!, ABC ABC's Wide World of Sports, ABC CBS Reports, CBS Howard K. Smith, ABC NBC White Paper, NBC                                                                 |
| Outstanding Achievement In The Field Of Children’s Programming (Bestes Kinderprogramm)                                 |             | New York Philharmonic Young People’s Concerts, CBS            | 1, 2, 3 Go!, NBC Captain Kangaroo, CBS Disneyland, NBC The Shari Lewis Show, NBC Update, NBC                                                                                  |

### Regiepreise
| Kategorie                                                                                                   | Preisträger           | Programm                    | Nominierungen |
| --- | --------------------- | --------------------------- | --- |
| Outstanding Directorial Achievement In Drama (Beste Regie Drama)                                            | Franklin J. Schaffner | Preston & Preston, CBS      | Arthur Hiller für Gnadenlose Stadt, ABC Buzz Kulik für Dr. Kildare (Episode 1.3: The Shining Image), NBC George Schaefer für Hallmark Hall of Fame (Episode: Virginia Regina), NBC Alex Segal für Alcoa Premiere (Episode 1.1: People Need People), ABC Jack Smight für Westinghouse Presents: Come Again to Carthage, CBS |
| Outstanding Directorial Achievement In Comedy (Beste Regie Comedy)                                          | Nat Hiken             | Wagen 54, bitte melden, NBC | Seymour Berns für The Red Skelton Show, CBS Dave Geisel für The Garry Moore Show, CBS John Rich für The Dick Van Dyke Show, CBS Bud Yorkin für Henry Fonda and the Family, CBS |
| Outstanding Achievement In Art Direction And Scenic Design (Beste künstlerische Regie und Szenengestaltung) | Gary Smith            | The Perry Como Show, NBC    | Philip Barber für Twilight Zone, CBS Charles Lisanby für The Garry Moore Show, CBS Jan Scott für Theatre '62, NBC Burr Smidt für The Power and the Glory, CBS |

### Drehbuchpreise
| Kategorie                                                                            | Preisträger   | Programm                               | Nominierungen |
| ------------------------------------------------------------------------------------ | ------------- | -------------------------------------- | --- |
| Outstanding Writing Achievement In Drama (Bestes Dramadrehbuch)                      | Reginald Rose | Preston & Preston, CBS                 | Henry F. Greenberg für Alcoa Premiere (Episode 1.1: People Need People), ABC Jack Laird für Ben Casey (Episode: 1.4: I Remember A Lemon Tree), ABC Rod Serling für Twilight Zone, CBS Richard Alan Simmons für Heute Abend Dick Powell (Episode 1.17: Eine Ladung Tomaten), NBC |
| Outstanding Writing Achievement In Comedy (Bestes Comedydrehbuch)                    | Carl Reiner   | The Dick Van Dyke Show, CBS            | Ernest Chambers, Dean Hargrove, Don Hinkley, Robert Kaufman, Roland Kibbee, Norm Liebman, Bob Newhart, Milt Rosen, Charles Sherman, Larry Siegel, Howard Snyder The Bob Newhart Show, NBC Stan Frebergfür Chun King Chow Mein Hour, ABC Dave O’Brien, Arthur Phillips, Martin Ragaway, Al Schwartz, Sherwood Schwartz, Ed Simmons, Red Skelton für The Red Skelton Show, CBS Nat Hiken, Terry Ryan, Tony Webster für Wagen 54, bitte melden, NBC |
| Outstanding Writing Achievement In The Documentary Field (Bestes Dokumentardrehbuch) | Lou Hazam     | Vincent Van Gogh: A Self-Portrait, NBC | Arthur Holch für ABC Close-Up! (Episode: Walk In My Shoes), ABC George Lefferts für Purex Summer Specials, NBC Jay McMullen für CBS Reports (Episode: Biography Of A Bookie Joint), CBS Al Wasserman, Arthur Zegart für NBC White Paper (Episode: Battle Of Newburgh), NBC |

### Technik-/Musikpreise
| Kategorie                                                                                  | Preisträger                                      | Programm                                  | Nominierungen |
| ------------------------------------------------------------------------------------------ | ------------------------------------------------ | ----------------------------------------- | --- |
| Outstanding Achievement In Cinematography For Television (Beste TV-Kamera)                 | Jack Priestley                                   | Gnadenlose Stadt, ABC                     | Guy Blanchard für Vincent Van Gogh: A Self-Portrait, NBC Haskell B. Boggs, Walter Castle für Bonanza, NBC George T. Clemens für Twilight Zone, CBS Walter Strenge für Wagon Train, NBC Ted Voightlander für Ben Casey, ABC                                                                  |
| Outstanding Achievement In Electronic Camera Work (Beste elektronische Kamera)             | Ernie Kovacs                                     | The Ernie Kovacs Show, ABC                | Lou Onofrio für The Judy Garland Show, CBS Heino Ripp für The Perry Como Show, NBC O. Tamburri für Hallmark Hall of Fame (Episode: Arsenic & Old Lace), NBC |
| Outstanding Achievement In Film Editing For Television (Bester TV-Schnitt)                 | Hugh Chaloupka, Charles L. Freeman, Aaron Nibley | Gnadenlose Stadt, ABC                     | Aram Boyajian, Robert Collinson, Bernard Friend, Lora Hays, Walter Katz, Lawrence Silk, Harold Silver, Leo Zochling für The 20th Century, CBS Marston Fay, Gene Palmer für Wagon Train, NBC Constantine S. Gochis für U.S. #1: American Profile, NBC Richard L. Van Enger für Bus Stop, ABC |
| Outstanding Achievement In Original Music Composed For Television (Beste TV-Originalmusik) | Richard Rodgers                                  | Winston Churchill: The Valiant Years, ABC | Jacques Belasco für Vincent Van Gogh: A Self-Portrait, NBC Robert Russell Bennett für Project XX, NBC Leith Stevens für Heute Abend Dick Powell (Episode 1.17: Eine Ladung Tomaten), NBC John Williams für Alcoa Premiere, ABC                                                              |

### Darstellerpreise
| Kategorie | Preisträger    | Programm                                                         | Nominierungen |
| --- | -------------- | ---------------------------------------------------------------- | --- |
| Outstanding Single Performance By An Actor (Lead or Support) (Bester Einzeldarsteller)                                  | Peter Falk     | Heute Abend Dick Powell (Episode 1.17: Eine Ladung Tomaten), NBC | Milton Berle für Heute Abend Dick Powell (Episode 1.5: Doyle Against the House), NBC James Donald für Hallmark Hall of Fame (Episode: Virginia Regina), NBC Lee Marvin für Alcoa Premiere (Episode 1.1: People Need People), ABC Mickey Rooney für Heute Abend Dick Powell (Episode 1.7: Somebody’s Waiting), NBC |
| Outstanding Single Performance By An Actress (Lead or Support) (Beste Einzeldarstellerin)                               | Julie Harris   | Hallmark Hall of Fame (Episode: Virginia Regina), NBC            | Geraldine Brooks für Bus Stop (Episode 1.11: Call Back Yesterday), ABC Suzanne Pleshette für Dr. Kildare (Episode 1.3: A Shining Image), NBC Inger Stevens für Heute Abend Dick Powell (Episode 1.17: Eine Ladung Tomaten), NBC Ethel Waters für Route 66 (Episode 2.3: Goodnight, Sweet Blues), CBS              |
| Outstanding Performance By An Actor in a Series (Lead) (Bester Serienhauptdarsteller)                                   | E. G. Marshall | Preston & Preston, CBS                                           | Paul Burke für Gnadenlose Stadt, ABC Jackie Cooper für Hennesey, CBS Vince Edwards für Ben Casey, ABC George Maharis für Route 66, CBS |
| Outstanding Performance By An Actress In A Series (Lead) (Beste Serienhauptdarstellerin)                                | Shirley Booth  | Hazel, NBC                                                       | Gertrude Berg für The Gertrude Berg Show, CBS Donna Reed für The Donna Reed Show, ABC Mary Stuart für Search for Tomorrow, CBS Cara Williams für Pete and Gladys, CBS |
| Outstanding Performance In A Supporting Role By An Actor (Bester Seriennebendarsteller)                                 | Don Knotts     | Andy Griffith Show, CBS                                          | Sam Jaffe für Ben Casey, ABC Barry Jones für Hallmark Hall of Fame (Episode: Victoria Regina), NBC Horace McMahon für Gnadenlose Stadt, ABC George C. Scott für Ben Casey (Episode: 1.4: I Remember A Lemon Tree), ABC                                                                                            |
| Outstanding Performance In A Supporting Role By An Actress (Bester Seriennebendarstellerin)                             | Pamela Brown   | Hallmark Hall of Fame (Episode: Victoria Regina), NBC            | Jeanne Cooper für Ben Casey (Episode 1.2: But Linda Only Smiled), ABC Colleen Dewhurst für Focus, NBC Joan Hackett für Ben Casey (Episode 1.11: A Certain Time, A Certain Darkness) ABC Mary Wickes für The Gertrude Berg Show, CBS                                                                               |
| Outstanding Performance In A Variety Or Musical Program Or Series (Bester Darsteller Unterhaltungs- oder Musikprogramm) | Carol Burnett  | The Garry Moore Show, CBS                                        | Edie Adams für Here's Edie, ABC Perry Como für The Perry Como Show, NBC Judy Garland für The Judy Garland Show, CBS Yves Montand für Yves Montand on Broadway, ABC |

### Sonderpreise
| Kategorie                                                                    | Preisträger                                                              | Programm                       | Nominierungen |
| ---------------------------------------------------------------------------- | ------------------------------------------------------------------------ | ------------------------------ | ------------- |
| Outstanding Engineering or Technical Achievement (Beste technische Leistung) | Albert W. Malang, ABC (für die Entwicklung des ABC Video Expander (VTX)) |                                |               |
| Trustees Award                                                               | Jacqueline Kennedy                                                       | A Tour of the White House, CBS |               |